# Aleksandr Moisejev
Aleksandr Ivanovitsj Moisejev (Russisch: Александр Иванович Моисеев) (Moskou, 28 mei 1927 - 2003) was een Russische basketbalspeler die uitkwam voor het nationale team van de Sovjet-Unie. Hij kreeg de onderscheidingen Meester in de sport van de Sovjet Unie in 1953.

## Carrière
Moisejev begon zijn carrière bij Stroitel Moskou in 1944. In 1949 ging hij naar VVS MVO Moskou. Met die club werd hij Landskampioen van de Sovjet-Unie in 1952. In 1953 ging hij naar CSK MO Moskou. In 1958 stopte hij met basketbal.
Met de Sovjet-Unie speelde hij op de Olympische Spelen in 1952 en won de zilveren medaille. Hij won goud op het Europees kampioenschap in 1947, 1951, 1953 en brons in 1955.

## Privé
Aleksandr heeft een zus Tamara Moisejeva die ook voor de Sovjet-Unie speelde. Tamara heeft een dochter, Jelena Tsjaoesova, die ook uitkwam voor de Sovjet-Unie.

## Erelijst
- Landskampioen Sovjet-Unie: 1
  - Winnaar: 1952
  - Tweede: 1948, 1951, 1953, 1954, 1955, 1957, 1958
  - Derde: 1949, 1950
- Bekerwinnaar Sovjet-Unie:
  - Runner-up: 1951, 1952
- Olympische Spelen:
  - Zilver: 1952
- Europees Kampioenschap: 3
  - Goud: 1947, 1951, 1953
  - Brons: 1955